# Rolene Strauss

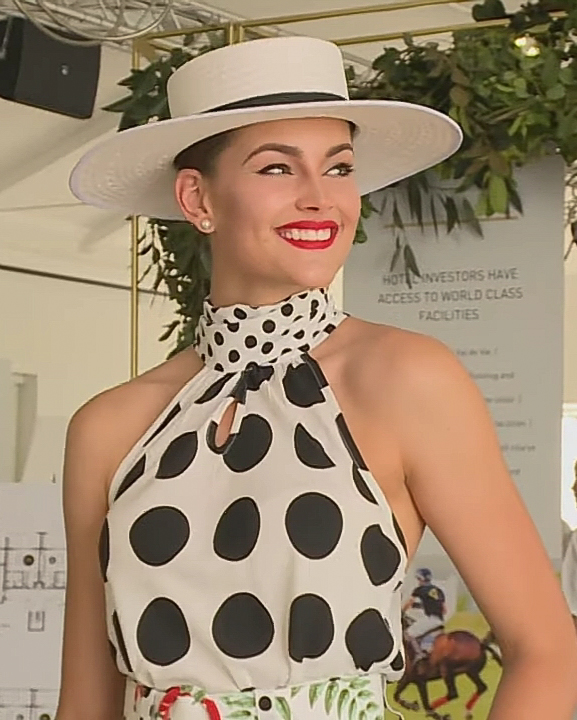
Rolene Strauss, 2018

Rolene Strauss (* 22. April 1992 in Volksrust, Südafrika) ist ein südafrikanisches Model und die Miss World 2014.

## Leben und Karriere
Schon in jungen Lebensjahren modelte sie erfolgreich auf regionaler, aber auch überregionaler Ebene. Mit 15 Jahren gewann sie die nationale Auswahl für den Elite Model Look International-Wettbewerb als bisher jüngste Siegerin überhaupt. Beim eigentlichen Wettbewerb schaffte sie es in die Top 15. Nach der Schulzeit begann sie, Medizin zu studieren. 2011 trat sie zur Wahl der Miss South Africa an. Sie schaffte es in die Top Fünf. Drei Jahre später, 2014, während des vierten Semesters ihres Medizinstudiums, trat sie erneut zur Miss South Africa-Wahl an und gewann. Dadurch qualifizierte sie sich für den Miss World 2014-Wettbewerb in London, den sie ebenfalls gewann. Strauss löste die in den USA geborene Filipina Megan Young als Titelträgerin ab.

## Auszeichnungen
- 2007: Elite Model Look International Platz 15
- 2011: Miss South Africa Platz 5
- 2014: Miss South Africa Platz 1
- 2014: Miss World